# Simion Bărnuțiu
Simion Bărnuțiu (n. Bocşa; 21 de julio de 1808 - Sânmihaiu Almașului; 28 de mayo de 1864) fue un filósofo, político liberal, jurista, historiador y académico rumano, nacido en Transilvania, entonces parte del Imperio austríaco. 
Simion Bărnuțiu ha desempeñado un papel para el movimiento nacional rumano similar al de Giuseppe Mazzini para los italianos, František Palacký para los checos, Miklós Wesselényi para los húngaros.

## En Viena, Dresde y Pavía
Apartándose fronteras Estambul el 6 de junio de 1849 - a través de Esmirna, Siros, Trieste -, Bărnuțiu llegó a Viena el 23 de junio de 1849. Luego, a causa de su mala salud, pasó un período en Dresde y regreso en septiembre de 1850 en Viena. A pesar de su edad (tenía 45) y de su mala salud, completo, después de 1851, sus estudios de Derecho en la Universidad de Viena hasta 1852, cuando se vio obligado a dejar de fumar como resultado de las intervenciones de la policía imperial. 
Se mueve en la Universidad de Pavía (Lombardía), entonces parte de Austria, donde asistió a la Facultad de Derecho de cursos. Bărnuțiu optó por estudiar en la Universidad de Pavía, porque esta es única por su continuidad desde la época romana para esos días y porque fue el primer estado de gestión escolar que presenta el diploma de "laureado" con el título académico. Universidad de Pavía fue famoso en Europa incluso antes de que el Renacimiento y atrajo desde temprana época los estudiantes de diferentes nacionalidades. Dejando de Viena, Simion Bărnuțiu llega en Trieste el 13 de octubre th, 1852, de donde, pasando por Venecia, Verona, Milán, dirigió a Pavía, la ciudad de su studenthood. En junio 6 1854 toma su doctorado en Pavía, con la tesis: "Argomenti di giuresprudenza e politiche di Scienze". 
Luego regresó a Viena, donde August Treboniu Laurian - inspector general de las escuelas de Moldova - le hace una propuesta (septiembre de 1854) para enseñar en Iaşi, la capital de Moldova. 